# Francis Acharya
Pour les articles homonymes, voir Acharya (homonymie).
Compléments
Francis Acharya est le fondateur de 'Kurisumala Ashram', monastère cistercien oriental.
Francis Acharya, né Jean Richard Mahieu le 17 janvier 1912 à Ypres (Belgique) et mort le 31 janvier 2002 à Tiruvalla (Inde), était un moine belge, cistercien-trappiste de l’abbaye de Scourmont (Belgique) fondateur de Kurisumala Ashram, un monastère de rite syro-malankar au Kerala en Inde. 

## Biographie

### Premières années et formation
Né cinquième fils des sept enfants de René Mahieu et Anne Vandelanotte, Jean Richard reçoit son éducation scolaire avec études de commerce à Bruxelles. À l’âge de 19 ans il se trouve en Angleterre pour y étudier l’anglais. 1931 est l’année qui voit se réunir à Londres la deuxième Round Table Conference chargée de discuter l’avenir de l’Inde britannique. Le Mahatma Gandhi - le half naked fakir de la presse anglaise - y participe. À son insu le mahatma fait forte impression sur le jeune étudiant belge. Sa  personnalité, son intransigeance sur des valeurs morales et spirituelles fondamentales (la non-violence) même dans la lutte politique pour l’indépendance de l'Inde, impressionnent. De cette expérience date l’éveil spirituel du jeune Mahieu avec intérêt prononcé pour l’Inde et sa civilisation profondément religieuse.
En 1935, après avoir achevé un service militaire obligatoire de deux ans dans l’armée belge et de retour d’un pèlerinage à Rome, Mahieu entre comme novice à l’abbaye trappiste de Scourmont (Chimay), malgré l’opposition de son père. Son souhait est déjà de rejoindre plus tard une communauté contemplative (un ashram) en Inde.  
Sa formation spirituelle initiale terminée (durant laquelle il adopte le nom religieux de François Mahieu) le jeune moine est envoyé à l’université grégorienne, à Rome, pour des études de théologie, qu’il complète par un doctorat à l’université de Louvain en Belgique. En 1940 il fait sa profession religieuse définitive comme moine cistercien-trappiste et l’année suivante il est ordonné prêtre (1941). 

### Préparation
Bien que l’abbaye de Scourmont se tourne plutôt vers une fondation prochaine en Afrique, l’abbé de Scourmont, Anselme Le Bail (1878-1956), encourage Mahieu dans son projet indien. Francis Mahieu visite régulièrement Paris pour y étudier le sanskrit, la philosophie et les traditions religieuses indiennes tout en étant maître de novices de son abbaye, un rôle qu’il remplit également plus tard, de 1953 à 1955, à l’abbaye de Caldey (une île au sud du pays de Galles), un monastère anglican ayant rejoint l’ordre trappiste et placé dans la filiation de Scourmont. 
Il est en attente de son visa indien qu’il obtient après trois demandes grâce à l’intervention de Vijaya Lakshmi Pandit, ambassadrice de l’Inde au Royaume-Uni, séduite par le projet de Dom François de fonder un monastère chrétien à l’image des ashrams hindous indiens. 

### Débuts en Inde
Arrivé à Bombay le 12 juillet 1955, Dom Mahieu y est reçu par Dom Henri Le Saux (plus tard: Swami Abhishiktananda), un moine bénédictin français. Ensemble ils visitent les haut-lieux du bouddhisme antique (Ajantâ, Ellora et d’autres). Dom Mahieu passe ensuite une année entière à Shantivanam, le premier ashram catholique du pays (fondé en 1950), avec Jules Monchanin et Swami Abhishiktananda. Il considère cette année comme son « noviciat indien », sous la direction des deux pionniers du monachisme indien chrétien. En novembre 1956, Dom Mahieu quitte Shantivanam pour le Kerala.

### Kurisumala Ashram
À l’invitation de Zacharias Mar Athanasios, évêque syro-malankar de Tiruvalla, Francis Mahieu décide d’y tenter son expérience ashramique. Bede Griffiths (en), moine bénédictin de l’abbaye de Prinknash, se joint à lui pour fonder une Compagnie de Sannyasins chrétiens (Kristya Sanyasa Samaj), le 1 décembre 1956. Acquérant 35 hectares de terres au sommet d’une montagne - terres rocheuses, incultes et balayées par le vent - dans la région de Vagamon (en), les deux pionniers s’y installent avec trois postulants le 20 mars 1958. C’est la naissance de Kurisumala (la montagne de la croix) ashram. 
Fidèles à la tradition cistercienne de l’ora et labora, particulièrement la tradition de défrichement de terres difficiles, ils créent une ferme avec quelques vaches importées de Jersey. Au fil des années cela deviendra une entreprise laitière qui sera un pôle de développement de cette région défavorisée. L‘office divin est célébré, ainsi que les fêtes et mystères liturgiques, dans la tradition orientale syro-malankare. À son grand regret, cette fondation doit se faire hors de l’ordre trappiste, les statuts de l’ordre religieux, à l’époque, ne permettant pas l’affiliation de monastères de rite liturgique oriental.
Le 6 août 1968, Dom Mahieu est naturalisé indien et adopte le nom religieux de Francis Acharya. La même année, Bède Griffith quitte Kurisumala avec deux jeunes moines indiens pour reprendre Saccitananda Ashram, à Shantivanam (au Tamil Nadu) que Swami Abhishiktananda quitte pour se retirer comme ermite dans l’Himalaya. 
De 1964 à 1974 Francis Acharya est souvent sollicité pour contribuer au renouveau de la vie chrétienne en Inde, particulièrement la réforme liturgique qu’il pousse dans le sens d’une inculturation profonde. Il participe au All India Seminar de 1969 qui met en chantier les réformes souhaitées par le concile Vatican II. 
À partir de 1974 des problèmes de santé l’obligent à quitter pour quelque temps son monastère, d’abord plusieurs mois à Kottayam, puis première visite en Belgique (en 1979) pour une opération à la hanche. Il renoue des contacts avec le monastère de sa jeunesse, l’abbaye de Scourmont. Tout au long de ces années, et durant 15 ans, il travaille à ce qui est son œuvre maitresse, la traduction en anglais du Panqitho syriaque, une collection de textes liturgiques orientaux. Cela fait 2300 pages en quatre volumes de la Prayer with the harp of the Spirit. Concomitamment, le liturgiste traduit en malayalam des classiques de la spiritualité chrétienne : l’Imitation du Christ de Thomas a Kempis et L'Échelle sainte de Jean Climaque.

### Retour dans l’Ordre trappiste
« Liturgiquement oriental, spirituellement cistercien et culturellement indien » : c’est ainsi que Dom Francis définissait Kurisumala Ashram. En 1996, il se rend à Rome en compagnie de l’évêque de Tiruvalla (en), Geevarghese Mar Timotheos, pour demander au chapitre général de l’ordre trappiste l’affiliation de Kurisumala à l’ordre religieux. À la grande joie de Dom Francis, toujours resté profondément cistercien de cœur, cette affiliation est accordée le 9 juillet 1998. Kurisumala devient une abbaye cistercienne-trappiste. Dom Francis en est élu le premier abbé (1999). Suivant la tradition de filiation propre à l’ordre cistercien, elle est rattachée à l’abbaye-mère de Tarrawarra, en Australie, qui aida à l’intégration progressive dans l’Ordre. 
Dom Francis Acharya meurt le 31 janvier 2002 à Tiruvalla. Plus de 10 000 personnes, de différentes religions, croyances et castes, participent à ses funérailles qui sont célébrées le 4 février sur la ‘montagne de la Croix’ (Kurisumala).

## Écrits
- Prayer with the harp of the Spirit. The prayer of Asian churches, (4 volumes), Vagamon, Kurisumala Ashram, 1982-1986. 
  - 1. A weekly celebration of the economy of salvation
  - 2. The crown of the year. Part 1.
  - 3. The crown of the year. Part 2.
  - 4. The crown of the year. Part 3.
- Kurisumala, a Cistercian abbey in India, Vagamon, Kurisumala, 1999.
- A quest of monastic inculturation in India; Forty years at Kurisumala Ashram, dans Cistercian studies quarterly, vol.29.3 (1994), pp.345-362.